# باسیلیکای یریرویکی
باسیلیکای یِریِرویکی (ارمنی: Երերույքի տաճար) یک کلیسای حواری ارمنی واقع در روستای آنیپمزا، در استان شیراک در شمال‌غربی ارمنستان می‌باشد. ساخت و ساز این ساختمان بین سده‌های ۴ام-۵ام میلادی به پایان رسید. این بنا به سبک معماری ارمنی طراحی شده‌است.

## نگارخانه

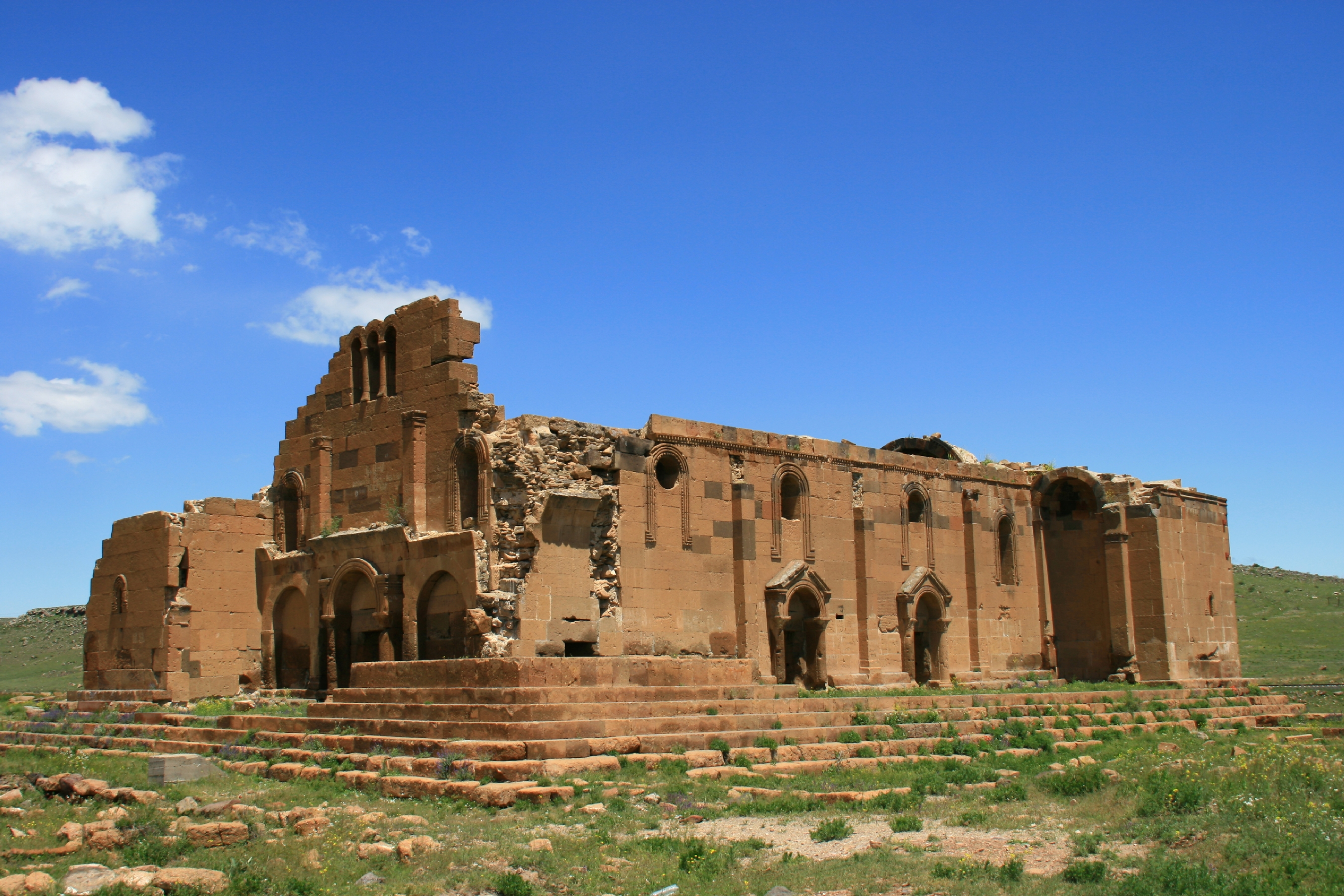
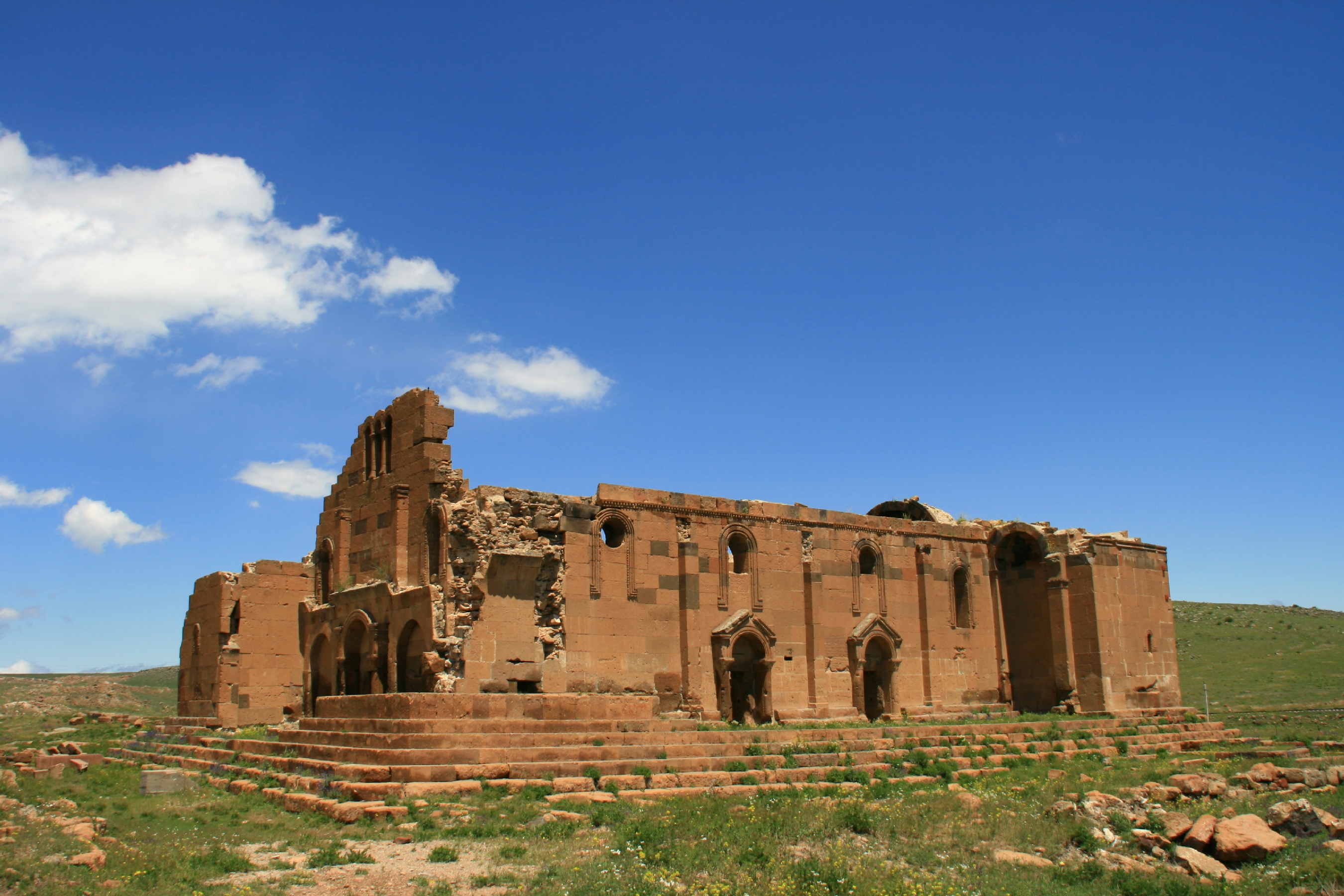
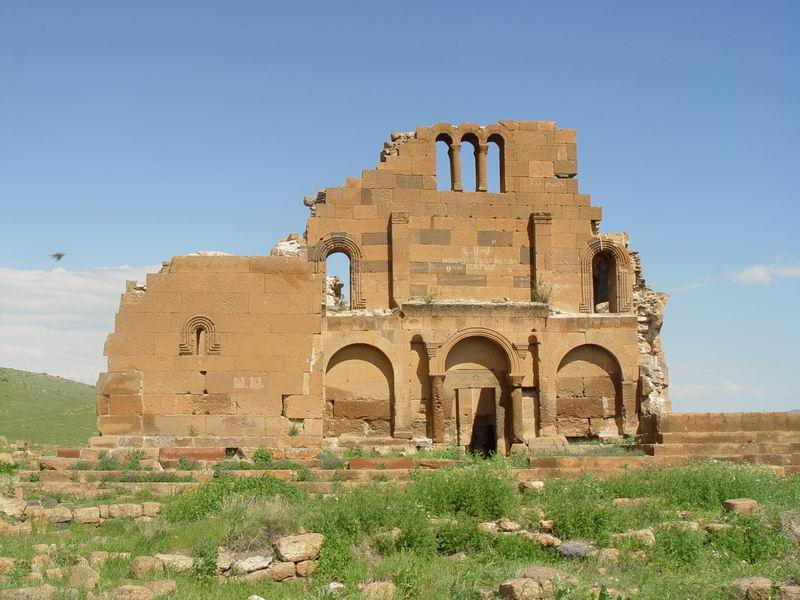
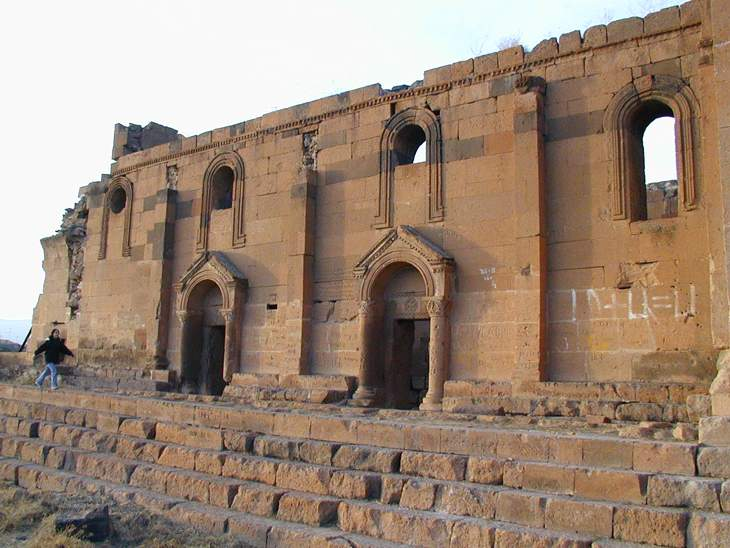
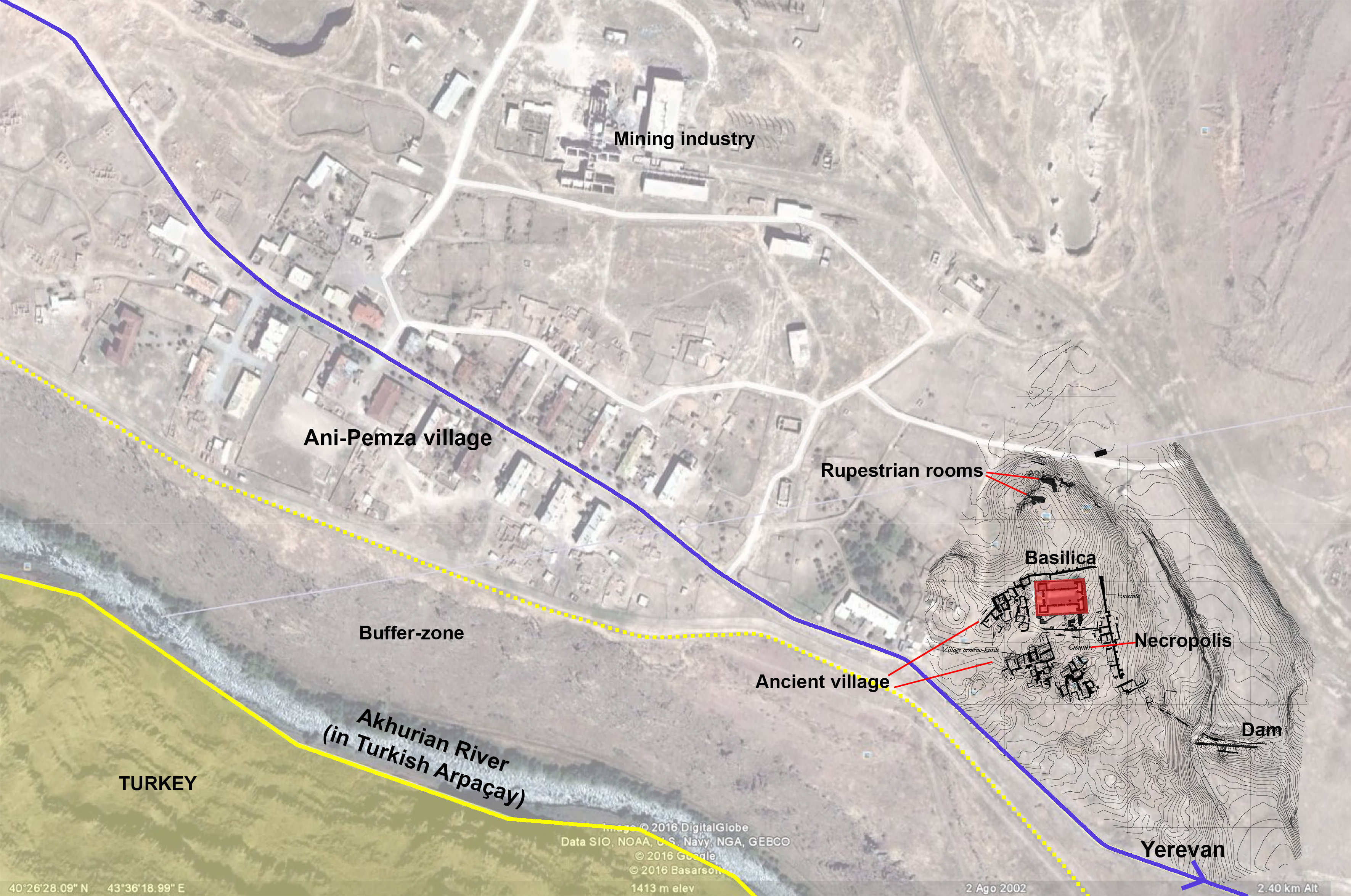
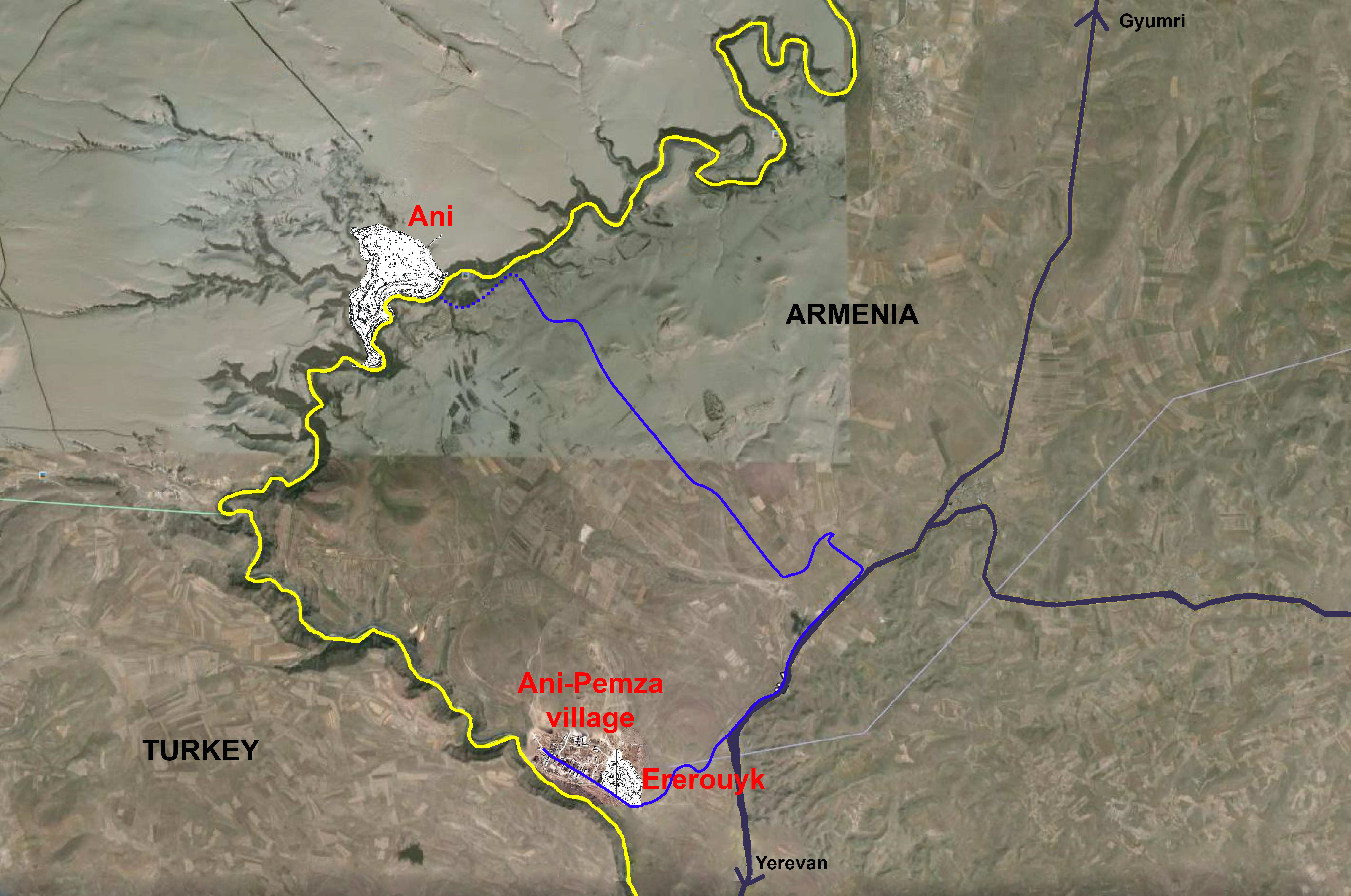
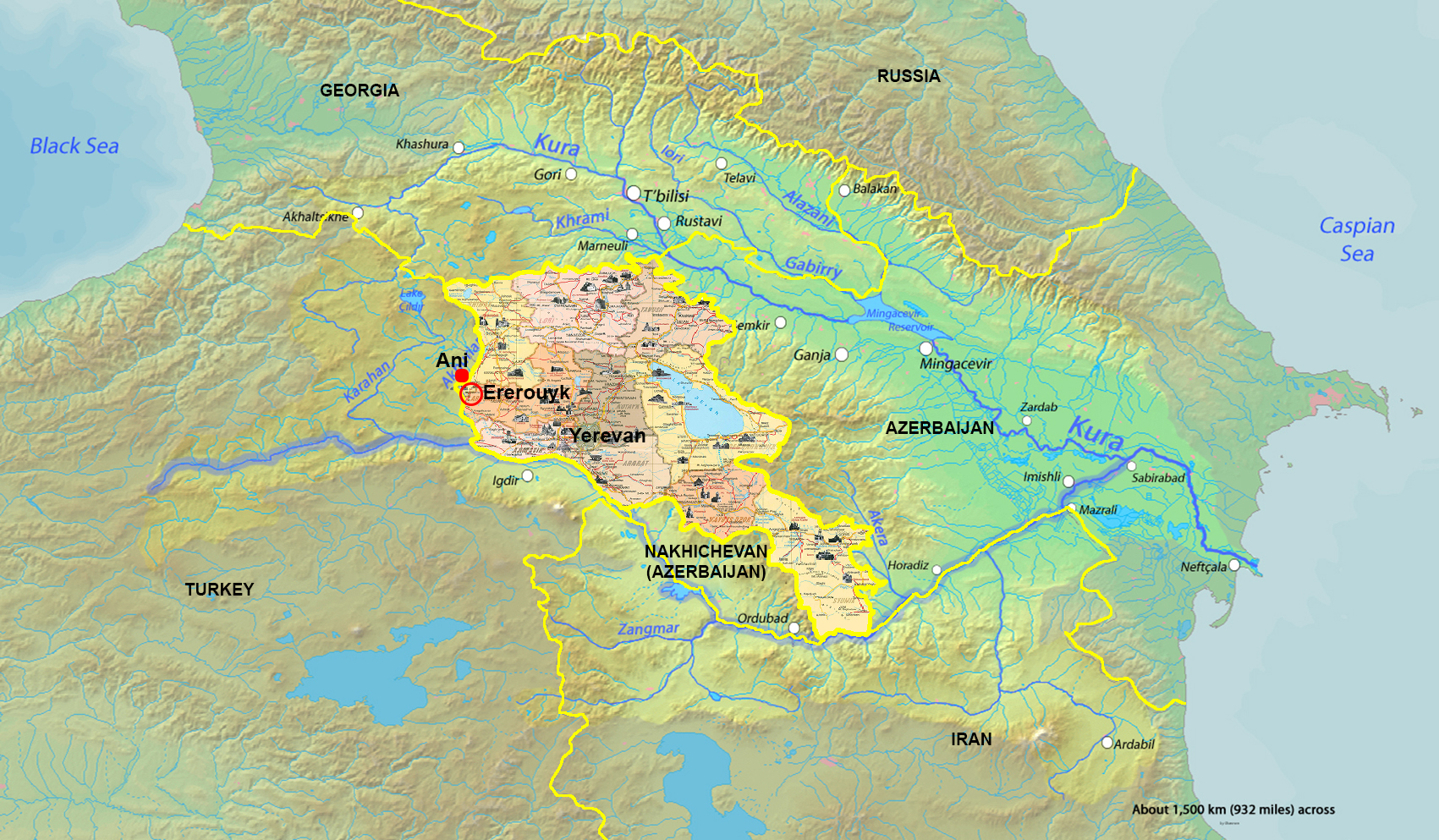